# Hydrotaea basdeni
Hydrotaea basdeni este o specie de muște din genul Hydrotaea, familia Muscidae, descrisă de Collin în anul 1939. Conform Catalogue of Life specia Hydrotaea basdeni nu are subspecii cunoscute.